# MyAnimeList
MyAnimeList (досл. укр. МійАнімеСписок), скорочено MAL, — соціальна мережа для поціновувачів аніме та манґи, які можуть впорядкувати, зберігати та оцінювання велику базу даних. Створені користувачами списки допомагають у пошуку однодумців зі схожими смаками. Станом на січень 2023 року сайт повідомив про наявність приблизно 23 000 аніме та 62 000 записів про манґу. 2015 року відвідуваність сягнула 120 мільйонів.

## Історія
Запущений у листопаді 2004 року Гарретом Гісслером і підтримувався виключно ним до 2008 року. Спочатку вебсайт називався AnimeList, але Гісслер вирішив додати на початок присвійне «My» (укр. Мій), подібно до найпопулярнішої соціальної мережі тих років, Myspace.
4 серпня 2008 року CraveOnline, чоловічий сайт розваг і стилю життя, що належить AtomicOnline, придбав MyAnimeList за нерозголошену суму грошей. У 2015 році DeNA оголосили, що придбали MyAnimeList у CraveOnline і що вони будуть співпрацювати з Anime Consortium Japan для трансляції аніме на сервісі через Daisuki.
MyAnimeList оголосили у квітні 2016 року, що вони додали серії аніме з Crunchyroll і Hulu безпосередньо на сайт, з понад 20 000 серій, доступних на сайті.
8 березня 2018 року MyAnimeList відкрили онлайн-магазин манґи у партнерстві з Kodansha Comics і Viz Media, що дозволяє користувачам купувати манґу в цифровому вигляді на вебсайті. Послуга спочатку була запущена в Канаді, але пізніше поширилася на Сполучені Штати, Великобританію та кілька інших англомовних країн.
MAL став недоступним протягом кількох днів у травні та червні 2018 року, коли співробітники сайту вимкнули його в автономному режимі для обслуговування, посилаючись на проблеми безпеки та конфіденційності. Оператори сайту також вимкнули API для програм сторонніх розробників, зробивши їх непридатними для використання. Ці кроки були зроблені з метою відповідності програмі Європейського Союзу GDPR.
Media Do придбали MyAnimeList в січні 2019 року; завдяки своїй покупці вони оголосили про намір зосередитися на маркетингу та продажу електронних книг, щоб зміцнити сайт.
25 вересня 2019 року HIDIVE і MyAnimeList оголосили про партнерство, яке включатиме рейтинги контенту MyAnimeList у потокову платформу HIDIVE, одночасно надаючи користувачам MyAnimeList ексклюзивний вибір безкоштовного вбудованого контенту HIDIVE.
18 лютого 2021 року MyAnimeList оголосили про проведення стороннього розподілу у розмірі 1200 мільйонів єн, причому Kodansha, Shueisha та Shogakukan, а також материнська компанія Media Do спільно інвестували 600 мільйонів єн. 31 травня 2021 року стало відомо, що Akatsuki, The Anime Times Company, DMM.com і Kadokawa Corporation інвестували 311 мільйонів єн під час початкового розподілу третіх сторін. 26 липня 2021 року стало відомо, що Bushiroad, Dentsu та інші компанії інвестували 448 мільйонів єн, а загальна сума сторонніх коштів зросла до 1360 мільйонів єн.
У жовтні 2021 року MyAnimeList співпрацювали із видавцем електронних книг і материнською компанією Media Do, щоб випустити Fist of the North Star Manga Fragments: Dying Like a Man, серію невзаємозамінних токенів (NFT), заснованих на манзі Fist of the North Star.
10 травня 2023 року MyAnimeList пройшов екстрене технічне обслуговування після того, як його зламали, і назви всіх аніме було замінено посиланням на Експерименти Лейн. 13 травня сайт відновив роботу в мережі після відновлення баз даних. Особиста інформація та дані користувачів не були порушені під час злому, однак будь-які оновлення списків, дописи на форумі, редагування тощо, внесені приблизно за 8,5 годин до інциденту, користувачам довелося переробити.

## Особливості
MyAnimeList містить дані про аніме (японська анімація), ені (корейська анімація) та донхва (китайська анімація). Подібним чином MyAnimeList містить інформацію про манґу (японські комікси), манхва (корейські комікси), маньхва (китайські комікси), а також про додзінсі (фанатські комікси) та ранобе. Користувачі створюють списки, які прагнуть заповнити. Користувачі можуть надсилати відгуки, писати рекомендації, вести блоги, робити свої записи на форумі сайту, створювати клуби для об'єднання людей зі схожими інтересами та підписуватися на RSS-канал новин, пов'язаних з аніме та манґою. MAL також запускає виклики для користувачів, щоб заповнити їхні «списки».

### Оцінки
MyAnimeList дозволяє користувачам оцінювати аніме та манґу у своєму списку за шкалою від 1 до 10. Ці бали потім агрегуються, щоб надати кожному твору в базі даних ранг від найкращого до гіршого. Рейтинг розраховується двічі на день за формулою:{\displaystyle R={\frac {vS+mC}{v+m}}}Де {\displaystyle v} означає загальну кількість голосів користувачів, {\displaystyle S}— середня оцінка користувача, {\displaystyle m} — мінімальна кількість голосів, необхідна для отримання розрахункового балу (наразі 50), і {\displaystyle C} — середній бал по всій базі даних аніме/манґи. Підраховуються лише бали, якщо користувач завершив принаймні 20 % аніме/манґи.
У лютому 2020 року MyAnimeList оновив свою систему підрахунку балів, щоб запобігти зловживанню голосами.

## Скандали
У січні 2017 року MyAnimeList переписав антинацистську статтю, написану дописувачем сайту, на більш пронацистську без попередження автора.